# تل مزیدی ۲
تل مزیدی ۲ مربوط به دوره هخامنشی است و در شهرستان خرم بید، بخش مشهد مرغاب، شمال دشت علفی، ۲۰۰ متری جنوب تل مزیدی ۱ واقع شده و این اثر در تاریخ ۲۶ اسفند ۱۳۸۶ با شمارهٔ ثبت ۲۱۸۹۴ به‌عنوان یکی از آثار ملی ایران به ثبت رسیده است.